# دنیس کیلی
دنیس کلیوفورد کیلی (انگلیسی: Denis Quilley) بازیگر و خوانندهٔ اهل بریتانیا بود. از خانواده‌ای بدون ارتباطات تئاتری، کوئلی از سنین پایین مصمم بود که بازیگر شود. او در نوجوانی به تئاتر جمهوری برمینگهام پیوست و پس از یک وقفه به خاطر خدمت نظامی اجباری در خارطوم، در سال ۱۹۵۰ کار خود را در وست اند آغاز کرد و جایگزین ریچارد برتون در نمایش «زن برای سوزاندن نیست» شد. در دهه ۱۹۵۰، او در تئاترهای مفرح، موزیکال، اپرت‌ و تلویزیون و همچنین در درام‌های کلاسیک و مدرن در تئاتر ظاهر شد. او از طرفداران حزب سوسیال دموکرات بود و نشان افسر والامقام امپراتوری بریتانیا دریافت کرد. 

## گزیدهٔ فیلم‌شناسی
- گنجشک (۱۹۹۳)
- آقای جانسون (۱۹۹۳)
- پادشاه داوود (۱۹۸۵)
- شیطان زیر آفتاب (۱۹۸۲)
- قتل در قطار سریع‌السیر شرق (۱۹۷۴)
- آسیاب بادی سیاه (۱۹۷۴)
- یک هزار روز از آن (۱۹۶۹)